# Franz Bethke
Franz Bethke, auch Franz Bethge, (4. Dezember 1840 in Berlin – 24. März 1896) war ein deutscher Theaterschauspieler.

## Leben
Bethke besuchte die Singakademie und das Uraniatheater in seiner Vaterstadt und nachdem er sich in Görlitz, Breslau, Posen, Würzburg und Stettin als tüchtiger Schauspieler erprobt hatte, trat er 1866 in den Verband des königlichen Theaters in Wiesbaden, wo er bis zu seinem Tod erfolgreich als Charakterdarsteller wirkte.
Sein Bruder war der Schauspieler Fritz Bethke, er unterrichtete zudem Karl Bender. 